# Paz de Nísibis (363)
A Paz de Nísibis de 363 entre os Império Romano e Sassânida foi o tratado subsequente à Guerra Romano-Sassânida de 363 encabeçada pelo imperador Juliano (r. 361–363). Após a morte de Juliano, o recém-eleito Joviano (r. 363–364) foi forçado a assinar um tratado humilhante pelo qual concessões territoriais e diplomáticas foram dadas aos persas. 

## Antecedentes

### Preparativos de Juliano

Guerra Romano-Sassânida de 363

Após sua ascensão ao trono em 361, Juliano reiniciou a guerra contra o Império Sassânida. Durante o inverno de 362-63, estabeleceu seu quartel-general em Antioquia, e assim que a primavera chegou estava pronto para incursionar. Um mês depois de sua partida de Antioquia, uma força de cerca de 80 000 pessoas havia se reunido em Carras. O exército comandado por Juliano marchou rápido para sudeste ao longo do rio Eufrates na rota para Ctesifonte, a capital inimiga. O restante das forças romanas, com a ajuda do rei da Armênia Ársaces II (r. 350–368), receberam ordens para se juntarem ao imperador diante das muralhas de Ctesiphon, marchando para o leste por meio de Nísibis e depois para o sul ao longo do Tigre.

### Progresso da guerra
O braço sul da invasão romana teve algum sucesso inicial. O Tigre foi cruzado, e o exército sassânida que a impediu sua passagem foi derrotado e encurralado em Ctesifonte. Depois de uma vã tentativa de penetrar mais a leste, em Susã, Juliano foi forçado a abandonar sua frota e a maioria de suas provisões, e finalmente se convenceu de que não restava outra opção para ele senão a retirada.
Em 26 de junho de 363, durante a Batalha de Samarra, Juliano foi ferido. Sua morte naquela noite, e a subsequente eleição pelas tropas de Joviano como seu sucessor, pareceram garantir o fim da campanha. Joviano liderou as legiões romanas para Dura. Quando chegaram, suas provisões estavam esgotadas e suas tentativas de cruzar o Tigre fracassaram. Sem nenhum recurso, pediu a paz ao xá Sapor II (r. 309–379).

## Termos do tratado
Os termos do tratado foram:
- Uma trégua de 30 anos;[13]
- Que a influência romana na Armênia fosse renunciada;[14]
- Que as regiões de Arzanena, Moxoena, Zabdicena, Reimena e Corduena; 50 castros, incluindo Castro dos Mauros; e as cidades de Nísibis e Singara fossem cedidas ao Império Sassânida.[12]